# Lee Norris

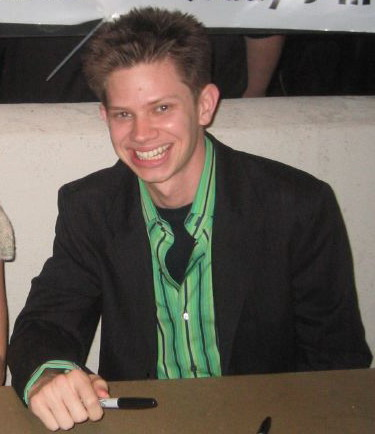
Lee Norris (2006)

Lee Michael Norris (* 25. September 1981 in Greenville, North Carolina) ist ein US-amerikanischer Schauspieler.
Er besuchte die Wake Forest University in Winston-Salem. Sein Studium schloss er 2004 ab. Bekannt wurde er durch seine Rollen in den Fernsehserien Das Leben und Ich, Alle meine Kinder, aber vor allem durch die Rolle des Marvin „Mouth“ McFadden in der Serie One Tree Hill.

## Filme und Serien
- 1991: Alle meine Kinder (Almost Home, Fernsehserie, 13 Episoden)
- 1993–1994: Das Leben und Ich (Boy Meets World, Fernsehserie, 23 Episoden)
- 1995: Weg der Träume (The Journey of August King)
- 1996: Ich will meine Kinder zurück (A Mother’s Instinct, Fernsehfilm)
- 1996: Gelähmt: Eine Mutter gibt nicht auf (A Step Toward Tomorrow)
- 1997: Flucht ohne Wiederkehr (Any Place But Home, Fernsehfilm)
- 1997: Hope (Fernsehfilm)
- 2003–2012: One Tree Hill (Fernsehserie, 133 Episoden)
- 2006: Surf School
- 2007: Zodiac – Die Spur des Killers (Zodiac)
- 2010: Blood Done Sign My Name
- 2014: Das Leben und Riley (Girl Meets World, Fernsehserie, Episode 1x07)
- 2014: Gone Girl – Das perfekte Opfer (Gone Girl)
- 2020: Greyhound – Schlacht im Atlantik (Greyhound)

## Gastauftritte
- 1993: Die Abenteuer des jungen Indiana Jones (The Young Indiana Jones Chronicles, Fernsehserie)
- 1995: American Gothic (Fernsehserie)
- 1998: Das Leben und Ich (Boy Meets World, Fernsehserie)
- 1998: Dawson’s Creek (Fernsehserie, 2 Folgen 3.13 Barfuß in Capeside + 3.16 Rettet Green!)
- 2007: October Road (Fernsehserie)
- 2017: The Walking Dead (Fernsehserie)